# 啄木鳥戰法
啄木鳥戰法是日本戰國時代武田軍軍師山本勘助，在第四次川中島之戰向武田信玄提出的戰術構想。

## 做法
如同啄木鳥啄巨木捕食蟲子時，先在樹的一面啄洞，然後到反面等待吃驚的蟲子逃出，再加以捕食，因此得名。其具體方法為，使敵方單一的單位不斷承受打擊，也就是不斷派出微薄人力騷擾敵方，待其精神上不堪其擾，造成疲憊或露出空隙時，再一舉進攻。其形似三角形之鶴翼陣，但啄木鳥執行起來曠日費時，除非想打持久戰，或是掌握地利進行遊擊的話才是比較好的選擇。是相對於車懸戰法之另一種戰術方法。